# Świdwie Sępoleńskie
Świdwie Sępoleńskie − przystanek kolejowy w Siedlisku, w Polsce, w województwie kujawsko-pomorskim, w powiecie sępoleńskim.